# Rallye-Weltmeisterschaft 1980
Die Rallye-Weltmeisterschaft 1980 war die achte von der Fédération Internationale de l’Automobile (FIA) organisierte Rallye-Weltmeisterschaft. Sie wurde in der Zeit vom 19. Januar bis zum 14. Dezember in zwölf Weltmeisterschaftsläufen ausgetragen. Fiat konnte die Herstellerwertung für sich entscheiden. Zum zweiten Mal wurde ein offizieller Fahrerweltmeister ermittelt. Der Deutsche Walter Röhrl gewann diese mit einem Fiat 131 Abarth zum ersten Mal.

## Verlauf der Saison

### Rallye Monte Carlo
Die 48. Rallye Monte Carlo fand für die Fahrer bei äußerst schwierigen Wetterbedingungen statt. Von Sonne, Frost, Regen, Schneefall bis Nebel war alles dabei. Walter Röhrl ging in der zweiten Wertungsprüfung in Führung. Mit einem Fiat 131 Abarth setzte sich Röhrl vor 237 Gestarteten an die Spitze. Zunächst war Markku Alén (Fiat 131 Abarth) vorneweg. Bei einem Unfall beschädigte er sein Auto derart stark, dass dieses in nützlicher Frist nicht zu reparieren war. Bernard Darniche im Lancia Stratos HF konnte Walter Röhrl nicht folgen und verlor bis ins Ziel über 10 Minuten als Zweiter. Anders Kulläng wurde mit einem Opel Ascona 400 Vierter hinter Björn Waldegård (Fiat 131 Abarth). Insgesamt wurden am Ende der Rallye 88 Fahrzeuge für die Herstellerwertung klassiert.

### Rallye Schweden
Bei der 29. Rallye Schweden gab es einen Dreifachsieg für die Einheimischen. Die 146 Gestarteten mussten mit noch problematischeren Wetterverhältnissen fertigwerden als bei der Rallye Monte Carlo. Nach Niederschlägen bei klirrender Kälte setzte gar Tauwetter ein. Anders Kulläng (Opel Ascona 400) gewann die Heimrallye vor dem Vorjahressieger Stig Blomqvist (Saab 99 Turbo) und Björn Waldegård (Fiat 131 Abarth). Kulläng lag nach der Rallye Schweden mit 30 Punkten in der Weltmeisterschaft in Führung vor Waldegård mit 24 und Röhrl mit 20 Punkten. Dahinter teilten sich Bernard Darniche und Blomqvist den vierten Rang mit 15 Punkten.

### Rallye Portugal
Die Rallye Portugal wurde als zweiter Lauf zur Herstellerwertung und als dritter Lauf zur Fahrerweltmeisterschaft gezählt. Die Schotterstraßen stellten an die Fahrer und an das Material hohe Anforderungen. Von 130 Gestarteten sahen nur gerade 16 Fahrer das Ziel. Anfangs der Rallye führte Bernard Darniche (Lancia Stratos HF), er musste aber schon früh aufgeben nach einem Motorschaden. Auch kein Glück hatten die beiden Ford-Escort-RS-Fahrer Hannu Mikkola und Ari Vatanen, sie verabschiedeten sich in der exakt gleichen Kurve vom Wettkampf. Nach einer gefährlichen, mit dichtem Nebel gefahrenen, Nachtwertungsprüfung lag Walter Röhrl (Fiat 131 Abarth) an der Spitze mit über fünf Minuten Vorsprung auf die Konkurrenz. Röhrl hatte mit über 14 Minuten Vorsprung, auf den zweiten Markku Alén (Fiat 131 Abarth), das Ziel erreicht. Röhrl übernahm in der Weltmeisterschaft die Führung vor Waldegård mit 40 zu 34 Punkten, dahinter Kulläng mit 30 Zählern.

### Rallye Safari
Die Rallye Safari in Kenia wurde unter heißen und staubigen Verhältnissen gefahren. Dazu kam, dass die Route nicht in Wertungsprüfungen unterteilt waren, sondern in 95 Zeitkontrollen auf 5333 Kilometern verteilt. So mussten sich die Piloten Stück für Stück von Zeitkontrolle zu Zeitkontrolle arbeiten. Der Kenianer Shekhar Mehta ging in Führung mit einem Datsun 160J. Er wurde von Björn Waldegård, inzwischen mit einem Mercedes-Benz 450 SLC unterwegs, eingeholt. Nach einem Hinterachsschaden musste Waldegård den Sieg aber Mehta überlassen. Im Ziel in Nairobi kamen 24 Wagen von 58 Gestarteten an. Rauno Aaltonen komplementierte den Doppelsieg von Datsun in Afrika.

### Rallye Griechenland
Die Rallye Griechenland (auch Akropolis Rallye genannt) wurde von 154 Startern in Angriff genommen, davon kamen 37 Wagen ins Ziel. Bei schönem Wetter lichtete sich das Fahrerfeld schnell auf den steinigen Schotterstraßen Griechenlands. Auch vier Reifenschäden konnten Ari Vatanen (Ford Escort RS 1800) den Sieg nicht nehmen. Trotz der Reifenprobleme konnte Timo Salonen (Datsun 160J) Vatanen nicht einholen, er hatte im Ziel einen Rückstand von 2.43 Minuten. Von den 56 Wertungsprüfungen hatte Vatanen 27 für sich entschieden. Walter Röhrl (Fiat 131 Abarth) belegte hinter Anders Kulläng (Opel Ascona 400) den fünften Rang.

### Rallye Argentinien
Bei der Rallye Argentinien hatte sich unter der 89 Fahrer langen Meldeliste auch Formel-1-Pilot Carlos Reutemann eingetragen. Der einheimische Reutemann fuhr mit einem Fiat 131 Abarth auf den dritten Rang. Reutemann musste sich nur von Hannu Mikkola (Mercedes-Benz 500 SLC) und dem Sieger Walter Röhrl geschlagen geben. In der Fahrer-Weltmeisterschaft führte Röhrl mit 68 vor Kulläng mit 40 Punkten.

### Rallye Finnland
Die Rallye Finnland (damals auch 1000-Seen-Rallye genannt) wurde bei meist regnerischem Wetter gefahren auf Schotterstraßen in den dichten Wäldern bei Jyväskylä. Die skandinavischen Piloten hatten die ersten drei Ränge fest im Griff. Die Finnen Markku Alén (Fiat 131 Abarth) und Ari Vatanen (Ford Escort RS1800) belegten Rang eins und zwei vor dem Schweden Per Eklund in einem Triumph TR7 V8.

### Rallye Neuseeland
Die 41 Wertungsprüfungen der Rallye Neuseeland wurden überwiegend bei feuchter Witterung auf Waldwegen gefahren. Nach mehreren Führungswechseln kam Walter Röhrl an die Spitze. Nach einigen Problemen mit der Technik am Fiat 131 Abarth lag am Ende der Rallye Timo Salonen vorne im Datsun 160J mit einem Vorsprung von 2.41 Minuten auf Röhrl. In der Fahrer-Weltmeisterschaft führte weiterhin Röhrl vor Markku Alén mit 83 zu 47 Punkten.

### Rallye Sanremo
Bei der Rallye Sanremo regnete es zeitweise stark. Diese Wetterverhältnisse ließen von den 77 Gestarteten nur gerade 19 Wagen ins Ziel kommen. Obwohl in den Fiat-Werken gestreikt wurde, schaffte es Teamchef Cesare Fiorio, für Walter Röhrl einen Fiat 131 Abarth zur Verfügung zu stellen. Röhrl dankte es Fiorio mit einem Sieg vor Ari Vatanen im Ford Escort RS 1800. Röhrl und Beifahrer Christian Geistdörfer konnten bereits drei Rallys vor Saisonende den Weltmeistertitel feiern. Er führte die Fahrer-Weltmeisterschaft mit 103 vor Ari Vatanen mit 50 Punkten uneinholbar an nach der Rallye in Italien. Fiat führte zu diesem Zeitpunkt die Herstellerwertung mit 104 Punkten vor Ford mit 75 und Datsun mit 67 Zählern an.

### Rallye Frankreich
Die Rallye Frankreich (auch Tour de Corse genannt) war die einzige reine Asphalt-Rallye im Kalender von 1980. Ein aufkommender Sturm am zweiten Tag mit Regen und zum Teil auch Hagel machte die Aufgabe für die Piloten besonders schwierig. So schrumpfte das Starterfeld von 122 auf 16 Fahrzeuge im Ziel. Jean-Luc Thérier, mit einem Porsche 911 SC unterwegs, legte die 18 Wertungsprüfungen am schnellsten zurück vor Walter Röhrl. Michèle Mouton (Fiat 131 Abarth) mischte lange vorne mit, kämpfte im Verlauf der Regenphase mit Aquaplaning und fiel auf den fünften Rang zurück. Alain Coppier, ebenfalls mit einem Porsche 911 SC angetreten, belegte den dritten Rang vor Bruno Saby im Renault 5 Turbo, der nur wegen einigen Reifenschäden nicht ganz nach vorne kam im Klassement.

### Rallye Großbritannien
Bei der Rallye Großbritannien (auch RAC-Rallye genannt) nahmen 142 Fahrer 67 Wertungsprüfungen unter die Räder. Der zuerst führende Anders Kulläng (Opel Ascona 400) handelte sich gleich drei Reifenschäden ein. Björn Waldegård (Toyota Celica 2000 GT) übernahm die Führung, aber nur kurz, ein Motorschaden setzte seiner Rallye ein jähes Ende. Henri Toivonen (Talbot Sunbeam Lotus) ging in Führung und gab diese bis ins Ziel nicht mehr ab. Hannu Mikkola (Ford Escort RS 1800) verlor mehr als 4 Minuten auf den Sieger, behauptete sich aber mit über 9 Minuten Vorsprung gegenüber Guy Fréquelin (Talbot Sunbeam Lotus).

### Rallye Elfenbeinküste
Die Rallye Elfenbeinküste bildete den Abschluss des Rally-Jahres. Sie wurde von den meisten Spitzenteams wie Fiat oder Ford nicht mehr gefahren, da die Weltmeistertitel bereits vergeben waren. So kamen gerade noch 52 Starter zusammen beim zweiten Weltmeisterschaftslauf auf afrikanischem Boden. Nach rund 5000 Kilometern erreichten nur 11 Piloten das Ziel. Zuvorderst reihte sich Björn Waldegård, diesmal mit einem Mercedes-Benz 500 SLC unterwegs, vor Teamkollege Jorge Recalde ein. Alain Ambrosino fuhr mit einem Peugeot 504 V6 auf den dritten Rang. Die Herstellerwertung entschied Fiat (120 Punkte) vor Ford (92) und Datsun (80) für sich.

## Fahrzeuge

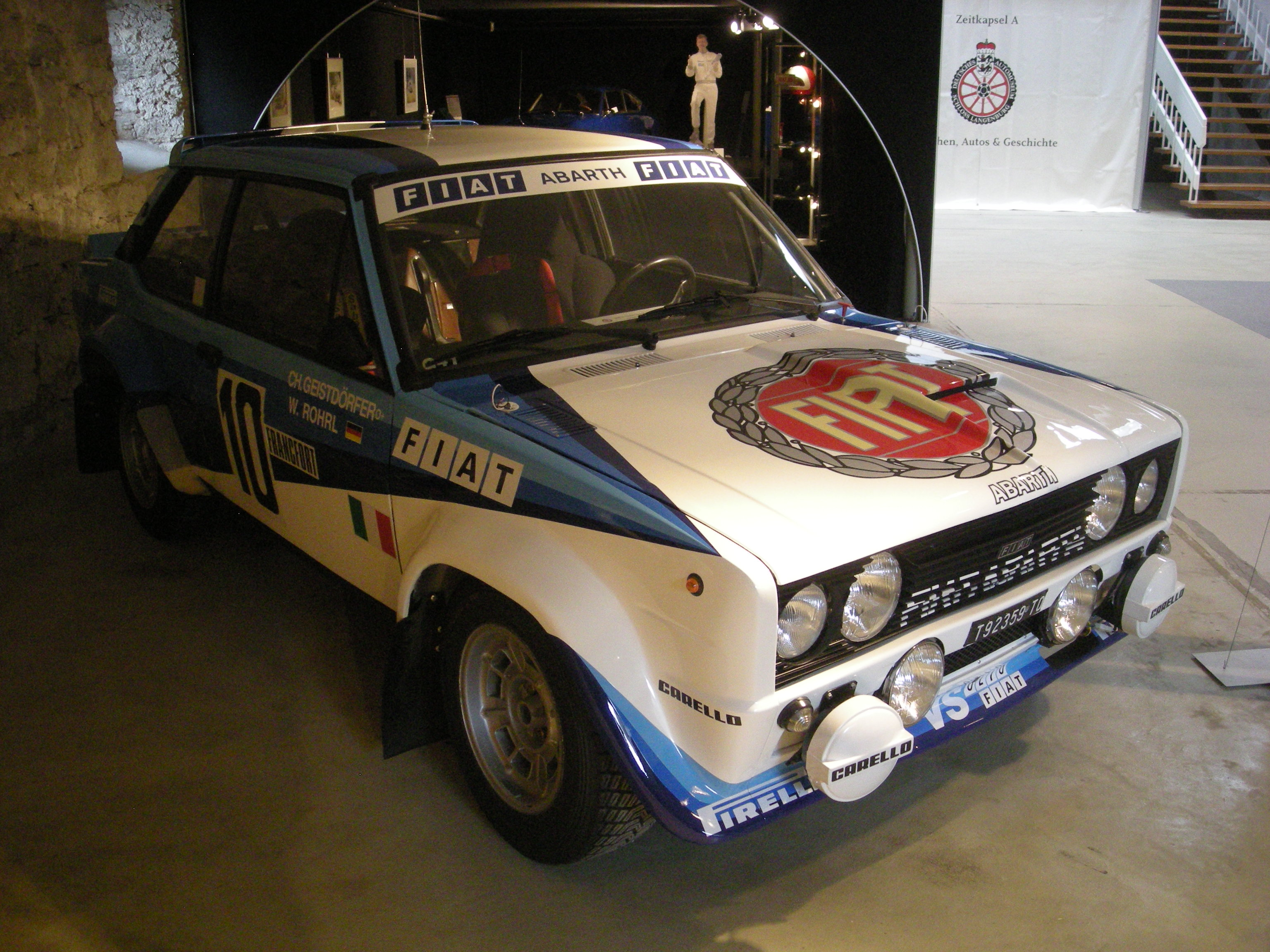
Fiat 131 Abarth
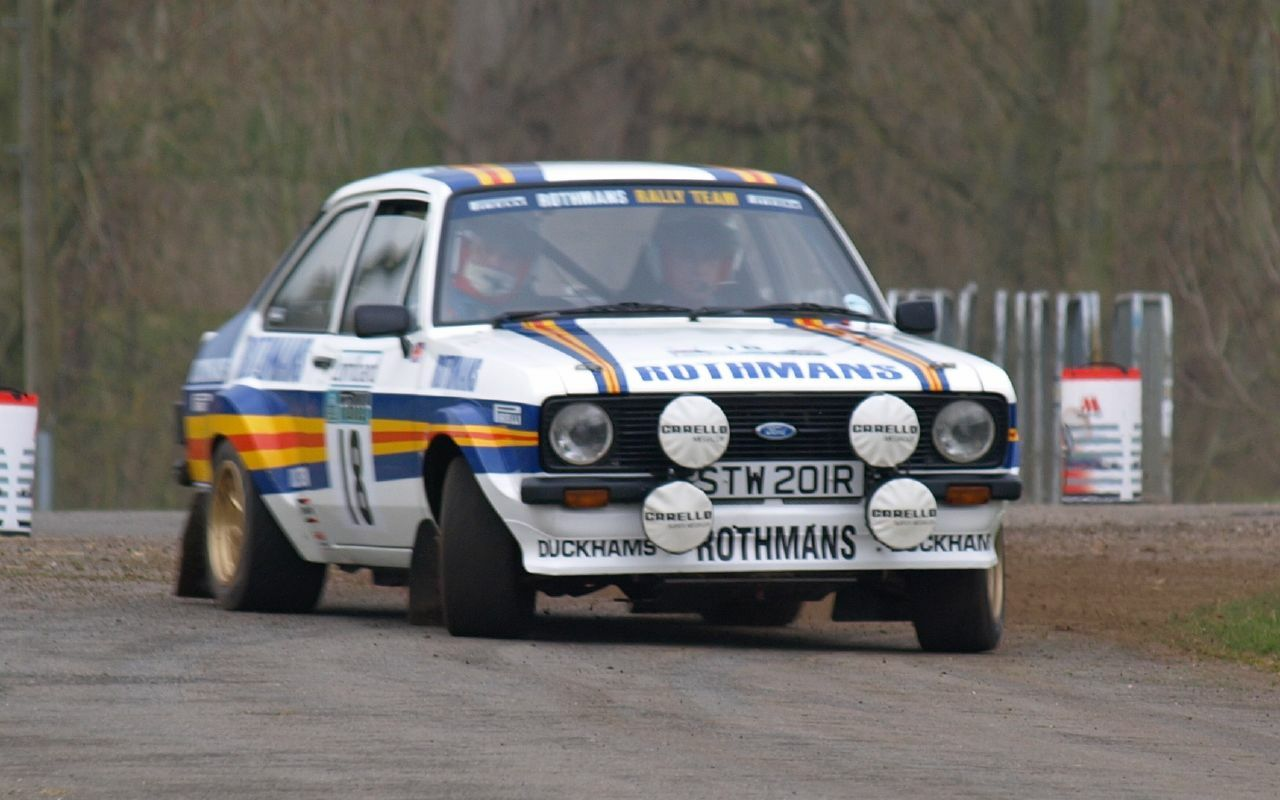
Ford Escort RS 1800

## Kalender
Die eingetragenen Kilometer entsprechen der Distanz der Wertungsprüfungen. Die Distanz der Verbindungsstrecken zwischen den einzelnen WPs ist nicht enthalten (außer bei der Rallye Safari und Elfenbeinküste).
| Rallye                                          | Rang | Fahrer           | Fahrzeug              | Gesamtzeit Std:Min:Sek | Anzahl WP         | Länge     | Gestartet | im Ziel |
| ----------------------------------------------- | ---- | ---------------- | --------------------- | ---------------------- | ----------------- | --------- | --------- | ------- |
| Rallye Monte Carlo 19. bis 25. Januar 1980      | 1.   | Walter Röhrl     | Fiat 131 Abarth       | 8:42:20                | 33 4 abgesagt     | 695,3 km  | 237       | 88      |
| Rallye Monte Carlo 19. bis 25. Januar 1980      | 2.   | Bernard Darniche | Lancia Stratos HF     | + 10:38                | 33 4 abgesagt     | 695,3 km  | 237       | 88      |
| Rallye Monte Carlo 19. bis 25. Januar 1980      | 3.   | Björn Waldegård  | Fiat 131 Abarth       | + 11:28                | 33 4 abgesagt     | 695,3 km  | 237       | 88      |
|                                                 |      |                  |                       |                        |                   |           |           |         |
| Rallye Schweden 15. bis 17. Februar 1980        | 1.   | Anders Kulläng   | Opel Ascona 400       | 4:17:52                | 29 1 abgesagt     | 413,5 km  | 146       | 79      |
| Rallye Schweden 15. bis 17. Februar 1980        | 2.   | Stig Blomqvist   | Saab 99 Turbo         | + 01:30                | 29 1 abgesagt     | 413,5 km  | 146       | 79      |
| Rallye Schweden 15. bis 17. Februar 1980        | 3.   | Björn Waldegård  | Fiat 131 Abarth       | + 03:47                | 29 1 abgesagt     | 413,5 km  | 146       | 79      |
|                                                 |      |                  |                       |                        |                   |           |           |         |
| Rallye Portugal 4. bis 9. März 1980             | 1.   | Walter Röhrl     | Fiat 131 Abarth       | 8:45:35                | 47                | 673,5 km  | 100       | 16      |
| Rallye Portugal 4. bis 9. März 1980             | 2.   | Markku Alén      | Fiat 131 Abarth       | + 14:19                | 47                | 673,5 km  | 100       | 16      |
| Rallye Portugal 4. bis 9. März 1980             | 3.   | Guy Fréquelin    | Talbot Sunbeam Lotus  | + 30:29                | 47                | 673,5 km  | 100       | 16      |
|                                                 |      |                  |                       |                        |                   |           |           |         |
| Safari Rallye 3. bis 7. April 1980              | 1.   | Shekhar Mehta    | Datsun 160J           | 207 Strafpunkte        | 93 Zeitkontrollen | 5441 km   | 58        | 24      |
| Safari Rallye 3. bis 7. April 1980              | 2.   | Rauno Aaltonen   | Datsun 160J           | 242 Strafpunkte        | 93 Zeitkontrollen | 5441 km   | 58        | 24      |
| Safari Rallye 3. bis 7. April 1980              | 3.   | Vic Preston jr   | Mercedes-Benz 450 SLC | 307 Strafpunkte        | 93 Zeitkontrollen | 5441 km   | 58        | 24      |
|                                                 |      |                  |                       |                        |                   |           |           |         |
| Rallye Griechenland 26. bis 29. Mai 1980        | 1.   | Ari Vatanen      | Ford Escort RS1800    | 12:55:44               | 56 1 abgesagt     | 956,16 km | 154       | 37      |
| Rallye Griechenland 26. bis 29. Mai 1980        | 2.   | Timo Salonen     | Datsun 160J           | + 02:42                | 56 1 abgesagt     | 956,16 km | 154       | 37      |
| Rallye Griechenland 26. bis 29. Mai 1980        | 3.   | Markku Alén      | Fiat 131 Abarth       | + 07:04                | 56 1 abgesagt     | 956,16 km | 154       | 37      |
|                                                 |      |                  |                       |                        |                   |           |           |         |
| Rallye Argentinien 19. bis 24. Juli 1980        | 1.   | Walter Röhrl     | Fiat 131              | 12:48:36               | 14                | 1223,7 km | 89        | 23      |
| Rallye Argentinien 19. bis 24. Juli 1980        | 2.   | Hannu Mikkola    | Mercedes-Benz 500 SLC | + 15:59                | 14                | 1223,7 km | 89        | 23      |
| Rallye Argentinien 19. bis 24. Juli 1980        | 3.   | Carlos Reutemann | Fiat 131 Abarth       | + 46:50                | 14                | 1223,7 km | 89        | 23      |
|                                                 |      |                  |                       |                        |                   |           |           |         |
| Rallye Finnland 29. bis 31. August 1980         | 1.   | Markku Alén      | Fiat 131 Abarth       | 4:24:11                | 48 1 abgesagt     | 471,9 km  | 124       | 68      |
| Rallye Finnland 29. bis 31. August 1980         | 2.   | Ari Vatanen      | Ford Escort RS1800    | + 00:56                | 48 1 abgesagt     | 471,9 km  | 124       | 68      |
| Rallye Finnland 29. bis 31. August 1980         | 3.   | Per Eklund       | Triumph TR 7 V8       | + 11:14                | 48 1 abgesagt     | 471,9 km  | 124       | 68      |
|                                                 |      |                  |                       |                        |                   |           |           |         |
| Rallye Neuseeland 13. bis 17. September 1980    | 1.   | Timo Salonen     | Datsun 160J           | 12:06:57               | 41                | 1034 km   | 84        | 43      |
| Rallye Neuseeland 13. bis 17. September 1980    | 2.   | Walter Röhrl     | Fiat 131 Abarth       | + 02:41                | 41                | 1034 km   | 84        | 43      |
| Rallye Neuseeland 13. bis 17. September 1980    | 3.   | Hannu Mikkola    | Mercedes-Benz 500 SLC | + 22:25                | 41                | 1034 km   | 84        | 43      |
|                                                 |      |                  |                       |                        |                   |           |           |         |
| Rallye Sanremo 6. bis 11. Oktober 1980          | 1.   | Walter Röhrl     | Fiat 131 Abarth       | 10:22:42               | 51 2 abgesagt     | 800,6 km  | 77        | 19      |
| Rallye Sanremo 6. bis 11. Oktober 1980          | 2.   | Ari Vatanen      | Ford Escort RS1800    | + 06:35                | 51 2 abgesagt     | 800,6 km  | 77        | 19      |
| Rallye Sanremo 6. bis 11. Oktober 1980          | 3.   | Hannu Mikkola    | Ford Escort RS1800    | + 13:47                | 51 2 abgesagt     | 800,6 km  | 77        | 19      |
|                                                 |      |                  |                       |                        |                   |           |           |         |
| Rallye Korsika 24. bis 25. Oktober 1980         | 1.   | Jean-Luc Thérier | Porsche 911 SC        | 14:51:43               | 18                | 1128,1 km | 122       | 16      |
| Rallye Korsika 24. bis 25. Oktober 1980         | 2.   | Walter Röhrl     | Fiat 131 Abarth       | + 11:23                | 18                | 1128,1 km | 122       | 16      |
| Rallye Korsika 24. bis 25. Oktober 1980         | 3.   | Alain Coppier    | Porsche 911 SC        | + 25:38                | 18                | 1128,1 km | 122       | 16      |
|                                                 |      |                  |                       |                        |                   |           |           |         |
| Rallye Großbritannien 16. bis 19. November 1980 | 1.   | Henri Toivonen   | Talbot Sunbeam Lotus  | 8:17:33                | 70 3 abgesagt     | 708,09 km | 142       | 47      |
| Rallye Großbritannien 16. bis 19. November 1980 | 2.   | Hannu Mikkola    | Ford Escort RS1800    | + 04:36                | 70 3 abgesagt     | 708,09 km | 142       | 47      |
| Rallye Großbritannien 16. bis 19. November 1980 | 3.   | Guy Fréquelin    | Talbot Sunbeam Lotus  | + 13:51                | 70 3 abgesagt     | 708,09 km | 142       | 47      |
|                                                 |      |                  |                       |                        |                   |           |           |         |
| Rallye Elfenbeinküste 9.–14. Dezember 1980      | 1.   | Björn Waldegård  | Mercedes-Benz 500 SLC | 2:36 Strafzeit         | 62 Zeitkontrollen | 5354 km   | 52        | 11      |
| Rallye Elfenbeinküste 9.–14. Dezember 1980      | 2.   | Jorge Recalde    | Mercedes-Benz 500 SLC | 3:47 Strafzeit         | 62 Zeitkontrollen | 5354 km   | 52        | 11      |
| Rallye Elfenbeinküste 9.–14. Dezember 1980      | 3.   | Alain Ambrosino  | Peugeot 504           | 5:17 Strafzeit         | 62 Zeitkontrollen | 5354 km   | 52        | 11      |

| Farbe  | Untergrund |
| ------ | ---------- |
| Gold   | Schotter   |
| Silber | Asphalt    |
| Blau   | Eis/Schnee |
| Bronze | Gemischt   |

## Klassifikationen
| Rang   | 1  | 2  | 3  | 4  | 5 | 6 | 7 | 8 | 9 | 10 |
| Punkte | 20 | 15 | 12 | 10 | 8 | 6 | 4 | 3 | 2 | 1  |

### Fahrerwertung
| Rang | Fahrer                | MON | SWE | POR | KEN | GRE | ARG | FIN | NZL | ITA | FRA | GBR | CIV | Punkte |
| ---- | --------------------- | --- | --- | --- | --- | --- | --- | --- | --- | --- | --- | --- | --- | ------ |
| 1    | Walter Röhrl          | 20  | –   | 20  | –   | 8   | 20  | –   | 15  | 20  | 15  | –   | –   | 118    |
| 2    | Hannu Mikkola         | –   | 10  | –   | –   | –   | 15  | –   | 12  | 12  | –   | 15  | –   | 64     |
| 3    | Björn Waldegård       | 12  | 12  | 10  | 1   | –   | –   | –   | 8   | –   | –   | –   | 20  | 63     |
| 4    | Ari Vatanen           | –   | –   | –   | –   | 20  | –   | 15  | –   | 15  | –   | –   | –   | 50     |
| 5    | Anders Kulläng        | 10  | 20  | –   | –   | 10  | –   | –   | –   | –   | –   | 8   | –   | 48     |
| 6    | Markku Alén           | –   | –   | 15  | –   | 12  | –   | 20  | –   | –   | –   | –   | –   | 47     |
| 7    | Timo Salonen          | –   | 4   | –   | –   | 15  | –   | 6   | 20  | –   | –   | –   | –   | 45     |
| 8    | Guy Fréquelin         | –   | –   | 12  | –   | –   | –   | –   | –   | 10  | –   | 12  | –   | 34     |
| 9    | Shekhar Mehta         | –   | –   | –   | 20  | –   | 10  | –   | –   | –   | –   | –   | –   | 30     |
| 10   | Henri Toivonen        | –   | –   | –   | –   | –   | –   | –   | –   | 8   | –   | 20  | –   | 28     |
| 11   | Per Eklund            | 8   | 3   | –   | –   | –   | –   | 12  | –   | –   | –   | –   | 4   | 27     |
| 12   | Jean-Luc Thérier      | –   | –   | –   | –   | –   | –   | –   | –   | –   | 20  | –   | –   | 20     |
| 13   | Vic Preston jr.       | –   | –   | –   | 12  | –   | –   | –   | –   | –   | –   | –   | 8   | 20     |
| 14   | Jorge Recalde         | –   | –   | 3   | –   | –   | –   | –   | –   | –   | –   | –   | 15  | 18     |
| 15   | Björn Johansson       | –   | 8   | –   | –   | –   | –   | 10  | –   | –   | –   | –   | –   | 18     |
| 16   | Bernard Darniche      | 15  | –   | –   | –   | –   | –   | –   | –   | –   | –   | –   | –   | 15     |
| 16   | Stig Blomqvist        | –   | 15  | –   | –   | –   | –   | –   | –   | –   | –   | –   | –   | 15     |
| 16   | Rauno Aaltonen        | –   | –   | –   | 15  | –   | –   | –   | –   | –   | –   | –   | –   | 15     |
| 19   | Attilio Bettega       | 6   | –   | –   | –   | 3   | –   | –   | –   | 6   | –   | –   | –   | 15     |
| 20   | Alain Coppier         | 2   | –   | –   | –   | –   | –   | –   | –   | –   | 12  | –   | –   | 14     |
| 21   | Carlos Reutemann      | –   | –   | –   | –   | –   | 12  | –   | –   | –   | –   | –   | –   | 12     |
| 21   | Alain Ambrosino       | –   | –   | –   | –   | –   | –   | –   | –   | –   | –   | –   | 12  | 12     |
| 23   | Michèle Mouton        | 4   | –   | –   | –   | –   | –   | –   | –   | –   | 8   | –   | –   | 12     |
| 24   | Ove Andersson         | –   | –   | 6   | –   | 6   | –   | –   | –   | –   | –   | –   | –   | 12     |
| 25   | Jean-Claude Lefèbvre  | –   | –   | –   | –   | –   | 8   | –   | –   | –   | –   | –   | 3   | 11     |
| 26   | Mike Kirkland         | –   | –   | –   | 10  | –   | –   | –   | –   | –   | –   | –   | –   | 10     |
| 26   | George Fury           | –   | –   | –   | –   | –   | –   | –   | 10  | –   | –   | –   | –   | 10     |
| 26   | Bruno Saby            | –   | –   | –   | –   | –   | –   | –   | –   | –   | 10  | –   | –   | 10     |
| 26   | Russell Brookes       | –   | –   | –   | –   | –   | –   | –   | –   | –   | –   | 10  | –   | 10     |
| 26   | Samir Assef           | –   | –   | –   | –   | –   | –   | –   | –   | –   | –   | –   | 10  | 10     |
| 31   | Ingvar Carlsson       | –   | 1   | 8   | –   | –   | –   | –   | –   | –   | –   | –   | –   | 9      |
| 32   | Andy Dawson           | –   | –   | –   | –   | –   | –   | –   | –   | –   | 6   | 3   | –   | 9      |
| 33   | Jean-Pierre Nicolas   | –   | –   | –   | 8   | –   | –   | –   | –   | –   | –   | –   | –   | 8      |
| 33   | Lasse Lampi           | –   | –   | –   | –   | –   | –   | 8   | –   | –   | –   | –   | –   | 8      |
| 35   | Timo Mäkinen          | –   | –   | –   | –   | 1   | –   | –   | –   | –   | –   | 6   | –   | 7      |
| 36   | Pentti Airikkala      | –   | 6   | –   | –   | –   | –   | –   | –   | –   | –   | –   | –   | 6      |
| 36   | Andrew Cowan          | –   | –   | –   | 6   | –   | –   | –   | –   | –   | –   | –   | –   | 6      |
| 36   | Domingo De Vitta      | –   | –   | –   | –   | –   | 6   | –   | –   | –   | –   | –   | –   | 6      |
| 36   | Paul Adams            | –   | –   | –   | –   | –   | –   | –   | 6   | –   | –   | –   | –   | 6      |
| 36   | Sandro Munari         | –   | –   | –   | –   | –   | –   | –   | –   | –   | –   | –   | 6   | 6      |
| 41   | Jochi Kleint          | 3   | –   | –   | 2   | –   | –   | –   | –   | –   | –   | –   | –   | 5      |
| 42   | Carlos Torres         | –   | –   | 4   | –   | –   | –   | –   | –   | –   | –   | –   | –   | 4      |
| 42   | Yoshio Iwashita       | –   | –   | –   | 4   | –   | –   | –   | –   | –   | –   | –   | –   | 4      |
| 42   | Harry Källström       | –   | –   | –   | –   | 4   | –   | –   | –   | –   | –   | –   | –   | 4      |
| 42   | Francisco Alcuaz      | –   | –   | –   | –   | –   | 4   | –   | –   | –   | –   | –   | –   | 4      |
| 42   | Tapio Rainio          | –   | –   | –   | –   | –   | –   | 4   | –   | –   | –   | –   | –   | 4      |
| 42   | Paddy Davidson        | –   | –   | –   | –   | –   | –   | –   | 4   | –   | –   | –   | –   | 4      |
| 42   | Angelo Presotto       | –   | –   | –   | –   | –   | –   | –   | –   | 4   | –   | –   | –   | 4      |
| 42   | Christian Gardavot    | –   | –   | –   | –   | –   | –   | –   | –   | –   | 4   | –   | –   | 4      |
| 42   | Tony Pond             | –   | –   | –   | –   | –   | –   | –   | –   | –   | –   | 4   | –   | 4      |
| 51   | Johnny Hellier        | –   | –   | –   | 3   | –   | –   | –   | –   | –   | –   | –   | –   | 3      |
| 51   | Nestor García Veiga   | –   | –   | –   | –   | –   | 3   | –   | –   | –   | –   | –   | –   | 3      |
| 51   | Erkki Pitkänen        | –   | –   | –   | –   | –   | –   | 3   | –   | –   | –   | –   | –   | 3      |
| 51   | David Parkes          | –   | –   | –   | –   | –   | –   | –   | 3   | –   | –   | –   | –   | 3      |
| 51   | Antonillo Zordan      | –   | –   | –   | –   | –   | –   | –   | –   | 3   | –   | –   | –   | 3      |
| 51   | Paul Rouby            | –   | –   | –   | –   | –   | –   | –   | –   | –   | 3   | –   | –   | 3      |
| 57   | Salvador Servià       | 2   | –   | –   | –   | –   | –   | –   | –   | –   | –   | –   | –   | 2      |
| 57   | Bengt Nilsson         | –   | 2   | –   | –   | –   | –   | –   | –   | –   | –   | –   | –   | 2      |
| 57   | Raymond Rué           | –   | –   | 2   | –   | –   | –   | –   | –   | –   | –   | –   | –   | 2      |
| 57   | Tasos Livieratos      | –   | –   | –   | –   | 2   | –   | –   | –   | –   | –   | –   | –   | 2      |
| 57   | Federico West         | –   | –   | –   | –   | –   | 2   | –   | –   | –   | –   | –   | –   | 2      |
| 57   | Heikki Enomaa         | –   | –   | –   | –   | –   | –   | 2   | –   | –   | –   | –   | –   | 2      |
| 57   | Glenn McIntyre        | –   | –   | –   | –   | –   | –   | –   | 2   | –   | –   | –   | –   | 2      |
| 57   | Giorgio Bernocchi     | –   | –   | –   | –   | –   | –   | –   | –   | 2   | –   | –   | –   | 2      |
| 57   | Jean-Felix Farrucci   | –   | –   | –   | –   | –   | –   | –   | –   | –   | 2   | –   | –   | 2      |
| 57   | Bror Danielsson       | –   | –   | –   | –   | –   | –   | –   | –   | –   | –   | 2   | –   | 2      |
| 57   | Jean-François Vincens | –   | –   | –   | –   | –   | –   | –   | –   | –   | –   | –   | 2   | 2      |
| 68   | Maciej Stawowiak      | –   | –   | 1   | –   | –   | –   | –   | –   | –   | –   | –   | –   | 1      |
| 68   | Jorge Maggi           | –   | –   | –   | –   | –   | 1   | –   | –   | –   | –   | –   | –   | 1      |
| 68   | Peter Geitel          | –   | –   | –   | –   | –   | –   | 1   | –   | –   | –   | –   | –   | 1      |
| 68   | Morrie Chandler       | –   | –   | –   | –   | –   | –   | –   | 1   | –   | –   | –   | –   | 1      |
| 68   | Massimo Paolieri      | –   | –   | –   | –   | –   | –   | –   | –   | 1   | –   | –   | –   | 1      |
| 68   | Jean Bagarry          | –   | –   | –   | –   | –   | –   | –   | –   | –   | 1   | –   | –   | 1      |
| 68   | George Hill           | –   | –   | –   | –   | –   | –   | –   | –   | –   | –   | 1   | –   | 1      |
| 68   | Naguib Saad           | –   | –   | –   | –   | –   | –   | –   | –   | –   | –   | –   | 1   | 1      |
| Rang | Fahrer                | MON | SWE | POR | KEN | GRE | ARG | FIN | NZL | ITA | FRA | GBR | CIV | Punkte |

### Herstellerwertung
| 1    | Fiat       | 18  | 18  | –   | 15  | 18  | 17  | 18  | 16  | –   | (11) | 120    |
| 2    | Datsun     | –   | –   | 18  | 17  | 14  | 18  | –   | 13  | 8   | 5    | 93     |
| 3    | Ford       | 8   | 12  | –   | 18  | 11  | 8   | 16  | –   | 17  | –    | 90     |
| 4    | Mercedes   | –   | 13  | 16  | –   | 17  | 15  | –   | –   | –   | 18   | 79     |
| 5    | Opel       | 12  | –   | 13  | 13  | –   | –   | 10  | 10  | 13  | –    | 71     |
| 6    | Talbot     | –   | 16  | –   | –   | –   | –   | 15  | –   | 18  | –    | 49     |
| 7    | Toyota     | –   | 9   | –   | 9   | –   | –   | –   | –   | –   | 14   | 32     |
| 8    | Peugeot    | –   | –   | –   | 2   | 12  | –   | –   | –   | –   | 16   | 30     |
| 9    | Porsche    | 10  | –   | –   | –   | –   | –   | –   | 18  | –   | –    | 28     |
| 10   | Lancia     | 16  | –   | –   | 4   | –   | –   | –   | –   | –   | –    | 20     |
| 11   | Vauxhall   | –   | –   | –   | –   | –   | 12  | –   | –   | 4   | –    | 16     |
| 12   | Volkswagen | 14  | –   | –   | –   | –   | –   | –   | –   | –   | –    | 14     |
| 13   | Renault    | –   | –   | –   | –   | –   | –   | –   | 12  | –   | –    | 12     |
| 14   | Triumph    | –   | –   | –   | –   | –   | –   | –   | –   | 9   | –    | 9      |
| 15   | Mitsubishi | –   | –   | –   | –   | –   | 2   | –   | –   | –   | 7    | 9      |
| 16   | FSO        | –   | 2   | –   | –   | –   | –   | –   | –   | –   | –    | 2      |
| Rang | Hersteller |     |     |     |     |     |     |     |     |     |      |        |
| Rang | Hersteller | MON | POR | KEN | GRE | ARG | NZL | ITA | FRA | GBR | CIV  | Punkte |